# Arc - Il tramonto degli Spiriti
Arc - Il tramonto degli Spiriti (アークザラッド 精霊の黄昏?) è un videogioco di ruolo alla giapponese della serie Arc the Lad, il primo della saga ad essere approdato su PlayStation 2.
Ad inizio 2016 è stato reso disponibile in download digitale per PlayStation 4 in versione HD e con alcune funzioni aggiuntive come i trofei.

## Trama
Tanti, ma tanti anni prima, gli uomini vivevano in comunione con degli Spiriti sovrannaturali e benevoli. Finché un giorno il Regnante Oscuro, dal cuore malvagio, usò il potere della scienza per provare a dominare il mondo. Fortunatamente molti valorosi si opposero alla sua volontà. Attraverso il potere degli Spiriti, sconfissero il Regnante Oscuro e sigillarono il suo corpo all'interno di un Arca tuttavia... 
Molti anni dopo il Regnante Oscuro tornò in vita, in cerca della sua vendetta. Sfuggito dalla presenza dell'Arca, il Regnante Oscuro assunse una forma alquanto strana, una forma mai vista prima. Quindi, provò a distruggere il mondo. Fu allora che apparvero il Grande Eroe e la Madre Misericordiosa, che ereditarono la fermezza delle anime del passato. Furono loro ad opporsi al Regnante Oscuro. La battaglia fu dura e sofferente, ma alla fine, riuscirono a sconfiggerlo e a rinchiuderlo nuovamente all'interno dell'Arca. Il risultato dello scontro, fu però terribile, tanto che gli spiriti scomparvero dalla faccia della terra. Al loro posto apparvero delle nuove creature, esseri chiamati Deimos. Umani e Deimos non riuscirono mai a socializzare e questo condusse a furiose battaglie. Con il passare del tempo, il mondo si divise in due. Una metà nella quale vivevano gli Umani, e l'altra per i Deimos. In breve tempo, ogni singolo contatto fra Umani e Deimos, venne ufficialmente bandito... 
Entrambe le razze basano la loro vita sociale sulle Pietre dello Spirito, una risorsa energetica presente in natura, utilizzata dagli umani per la scienza e dai deimos per la magia.
Mentre un esercito, con oscuri propositi, semina il terrore per impadronirsi delle cinque Pietre Maggiori, due gemelli, l'Umano Kharg e il Deimos Darc, s'impegnano a guidare i loro popoli verso la salvezza della Terra.
Le due storie hanno parecchi intrecci e una trama molto fitta, che va a riprendere gli spiriti, i nemici, Lilia e i due fratelli. 
Sia Kharg che Darc non sono a conoscenza del rispettivo gemello, né sanno che la loro storia è manipolata da un essere, all'apparenza sempliciotto, ma che nasconde dietro un segreto inimmaginabile...

## Produzione
- Produttore: Yoshihiro Yamamoto
- Produttore esecutivo: Seiichi Ishii
- Character designer: Ryuichi Kunisue
- Direttore tecnico: Hirotoshi Kuwabara